# Ōoka Shunboku
Ōoka Shunboku (大岡春卜), né en 1680 dans la région du Kansai et mort en 1763, est un peintre, actif à Osaka.

## Biographie

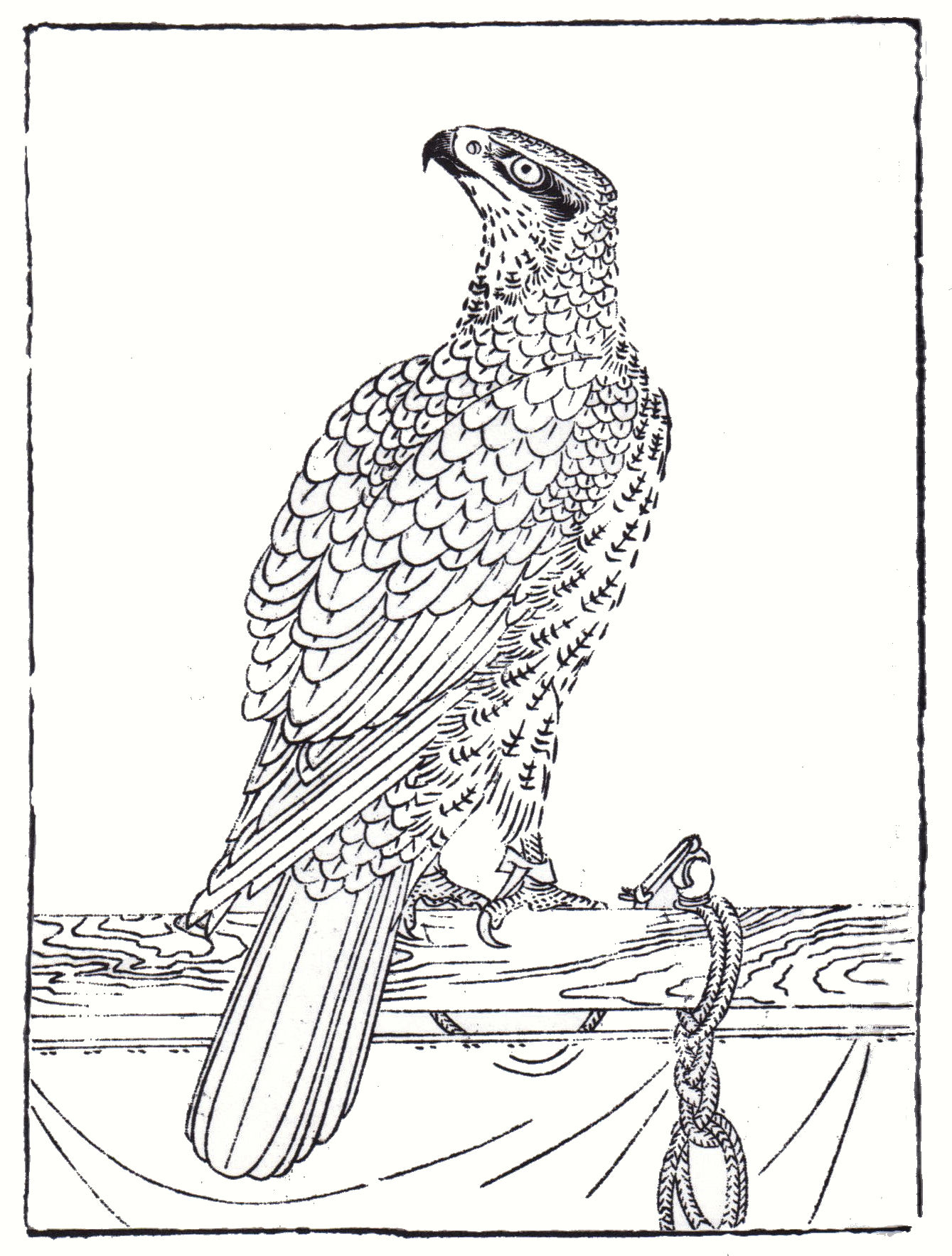
Faucon d'après Soga Chokuan (fin XVIe siècle - début XVIIe siècle) gravé en 1720

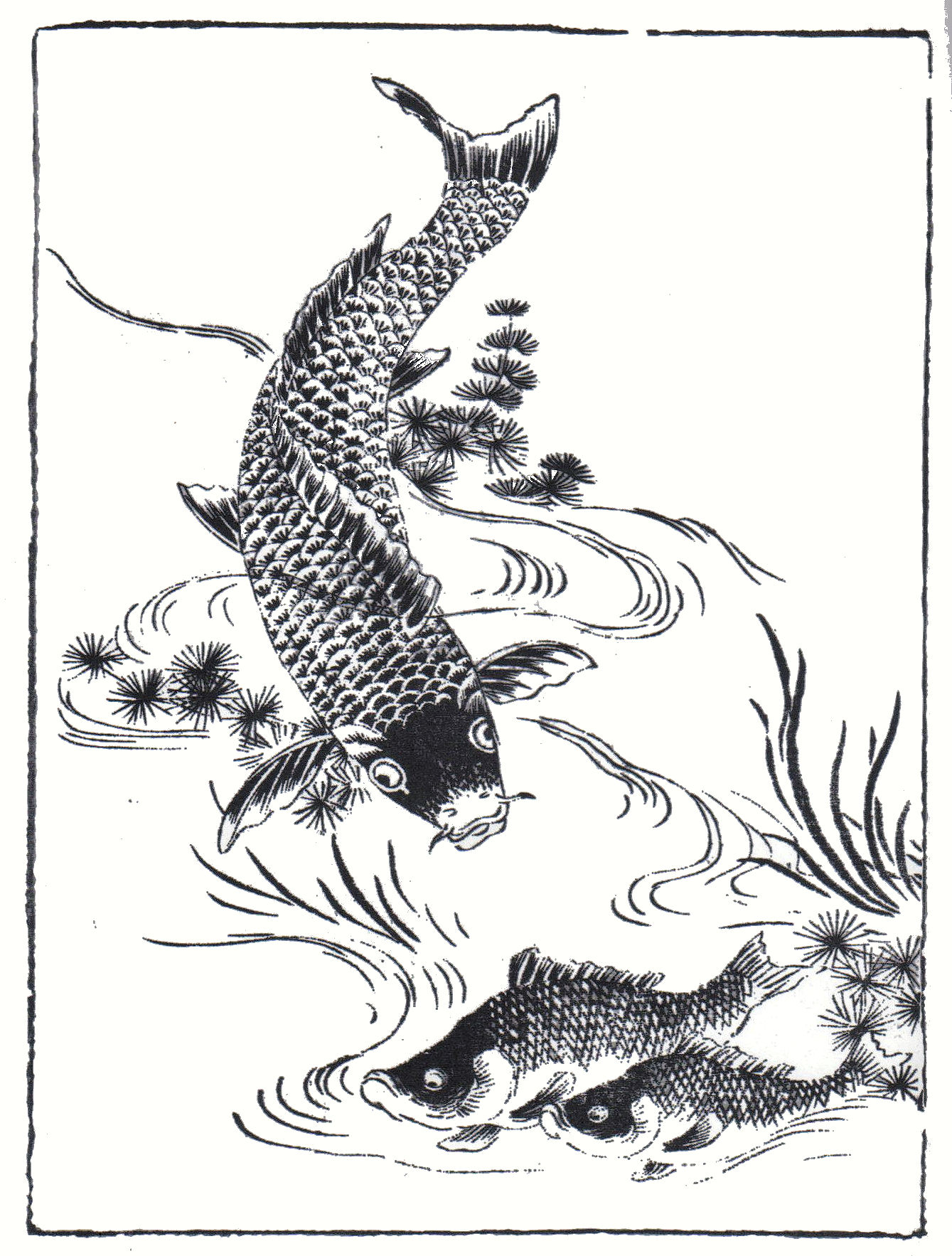
Carpes et carassins, d'après Yamada Dôan (? - 1571) gravé en 1720

Shunboku a d'abord travaillé sur l'illustration et la gravure de peintures de maîtres anciens, comme celles de l'école Kanō. Ces livres de gravure ont permis de mettre à la disposition d'un large public des reproductions d'œuvres dont l'accès était limité à quelques initiés.
Il a réalisé un grand nombre de livres illustrés et d'albums contenant des reproductions de peintures entre la fin des années 1710 et le début de 1760.
L' Ehon tekagami réalisé en 1720 réunit des reproductions de peintures réalisées à partir de cahiers de modèles et non à partir des peintures originales. Il veut montrer la manière, le style caractéristique de chaque artiste. 
La citation par Shunboku de certains artistes a permis d'en conserver les noms et le souvenir de certaines de leurs œuvres.
En 1746, il a réalisé Minchô shiken, un livre illustré en couleurs inspiré, d'après le collectionneur d'art et mécène d'Osaka Kimura Kenkadô (1736-1802), par le livre Jieziyuan Huazhuan présentant les différents aspects des albums chinois et qui a été commencé en 1659.

## Œuvres
- Wakan meihitsu ehon tekagami (Le miroir pour l'étude de la peinture d'après les grands maîtres du Japon et de la Chine), 1720
- Gagô sengan (Présentation de l'art de peindre), 1740
- Minchô shiken (La pierre à encre violette de la dynastie des Ming), 1746
- Wakan meiga en (Un jardin de célèbres peintures japonaises et chinoises), 1750
- Soga banran (Répertoire d'études peintes), 1761 et 1793

### Articles
- Ukiyo-e
- Écoles ukiyo-e